# Video (India.Arie)
Video is een nummer van de Amerikaanse zangeres India.Arie uit 2001. Het is de eerste single van haar debuutalbum Acoustic Soul.
Het nummer bevat samples uit nummers "Fun" van de Amerikaanse band Brick, en "Top Billin'" van het hiphopduo Audio Two. "Video" haalde een matige 47e positie in de Amerikaanse Billboard Hot 100. Het nummer wist de Nederlandse Top 40 nog net te bereiken met een 40e positie. Ook in het Verenigd Koninkrijk werd het nummer een bescheiden hitje met een 32e positie.